# Ladbrokes
Ladbrokes är världens största vadslagningsfirma, baserat i Storbritannien. Bolaget har 14 000 anställda och omsatte 2005 155 miljarder kronor. Ladbrokes har 2 500 spelbutiker och vadslagningsställen i främst Storbritannien, Irland och Belgien. Bolaget driver också onlinespel, som förutom ren online vadslagning även erbjuder onlinepoker och onlinecasino.
Ladbroke Group köpte 1987 upp hotellkedjan Hiltons hotellverksamhet och företaget hette mellan 14 maj 1999 och 23 februari 2006 Hilton Group. Hilton Group delade den 23 februari 2006 upp hotellverksamheten och spelverksamheten i två bolag, och spelbolaget återfick namnet Ladbrokes och är börsnoterat på London Stock Exchange. Detta eftersom det råder tveksamhet om huruvida onlinespel är lagligt i USA, och innan en USA-lansering av Ladbrokes spelverksamhet vill man försäkra sig om att inte hotellverksamheten tar skada om det skulle visa sig att Ladbrokes bryter mot eventuella spellagar..